# David Lee (cầu thủ bóng đá, sinh năm 1980)
David Lee (sinh ngày 28 tháng 3 năm 1980) là một cầu thủ bóng đá người Anh thi đấu ở vị trí tiền vệ. Hiện tại ông không thuộc câu lạc bộ nào, lần cuối thi đấu cho Canvey Island.

## Sự nghiệp
Sinh ra ở Basildon, Lee từng thi đấu cho Tottenham Hotspur, Southend United, Hull City (nơi anh ghi một bàn vào lưới York City), Brighton & Hove Albion, Bristol Rovers, Thurrock, Oldham Athletic, Stevenage Borough, Aldershot Town và Canvey Island.